# Sunya
Sunya（すんや、1988年1月18日 - ）は、日本の男性元歌手。在日韓国人で本名パク・スンヤ。大阪府堺市出身。所属していたレーベルはKi/oon Records。途中、田辺音楽出版OUR SONGが制作に加わる。所属していた事務所はアーティストリレーションズで現在は契約終了。

## 略歴
2007年7月25日、ビーインググループのインディーズレーベル（SHINOVI）から、アルバム『1st Impression』をリリース。SHINOVIとの契約終了後はライブを中心に活動を再開。
2009年、アーティストリレーションズ・Ki/oon Recordsと契約、メジャーデビュー。作曲家としてアーティスト、アイドルへの楽曲提供を平行にスタートさせる。2013年、前述2社との契約終了。

## ディスコグラフィ

### シングル
|     | 発売日         | タイトル | 規格   | 規格品番              | チャート |
| --- | -------------- | --- | ------ | --------------------- | -------- |
| 1st | 2009年6月24日  | 雨上がり MBS ちちんぷいぷい おいしいうた/TV東京 JAPAN COUNTDOWN OPテーマ                                     | 12cmCD | KSCL-1408             | 圏外     |
| 2nd | 2009年9月16日  | Destination                                                                                                  | 12cmCD | KSCL-1443             | 圏外     |
| 3rd | 2010年3月10日  | 遠恋歌 TBS ランク王国 OPテーマ                                                                               | 12cmCD | KSCL 1549             | 圏外     |
| 4th | 2010年9月15日  | 少年トラウマ〜明日の君へ〜                                                                                   | 12cmCD | KSCL-1635             | 圏外     |
| 5th | 2011年11月16日 | To You…もう一度 feat. AZU                                                                                    | 12cmCD | KSCL-1875/6 KSCL-1877 | 200位    |
| 6th | 2012年3月28日  | キミのとなりで… feat. 中村舞子 レコチョクCM/TBS 春サカス イメージテーマソング C/W ♪ワスレモノ JA共済CMソング | 12cmCD | KSCL-1961/2 KSCL-1963 | 123位    |

### アルバム
|              | 発売日        | タイトル                         | 規格   | 規格品番              | チャート |
| ------------ | ------------- | -------------------------------- | ------ | --------------------- | -------- |
| インディーズ | 2007年7月25日 | 1st Impression                   | 12cmCD | SCR-1003              | 圏外     |
| 1st          | 2011年5月25日 | LOVE GIFT 〜キミに会いに行くよ〜 | 12cmCD | KSCL-1770/1 KSCL-1772 | 圏外     |

### 参加作品
- fumika「その声消えないよ feat. Sunya」（2012年9月26日）
- Lisa Halim「それでも君を愛してた feat.Sunya」

## ミュージックビデオ
| 監督         | 曲名                                                                                    |
| 柿本ケンサク | 「Destination」「雨上がり」                                                             |
| Tatsuaki     | 「To You… もう一度 feat. AZU」                                                          |
| 堤幸彦       | 「少年トラウマ〜明日の君へ〜」                                                          |
| 納戸正明     | 「遠恋歌」(出演:大東駿介)                                                               |
| GAKU WAKAI   | 「遠恋歌 2 〜キミに会いに行くよ〜」                                                     |
| 福居英晃     | 「ずっとずっと二人で... feat.菅原紗由理」「キミのとなりで… feat.中村舞子」(出演:ちなみ) |

## 出演

### ラジオ
- TOKYO→NIIGATA MUSIC CONVOY水曜日（2010年10月- 2012年9月、新潟県民エフエム放送）MC
- ｢スンヤのラジオでヤンス｣レギュラー番組（2010年4月-2011年9月、FM大阪）MC

## 主なライブ
- 2009年11月01日 - MINAMI WHEEL 2009
- 2010年11月12日 - MINAMI WHEEL 2010
- 2012年04月28日 - キューンレコード20周年記念イベント『キューン20 イヤーズ&デイズ』
- 2012年09月14日 - OTOMO
- 2012年12月09日 - AZU 5周年「BEST」発売記念トーク&ミニライブ
- 2013年01月30日・04月01日・07月02日 - OTOMO